# 카를로스 알베르토 라코스테
카를로스 알베르토 라코스테(Carlos Alberto Lacoste, 1929년 2월 2일 ~ 2004년 6월 24일)은 아르헨티나 해군 부제독이자, 군사정권의 대통령 권한대행이다.

## 같이 보기
- 국가재편성과정